# Se ti dico che sono caduto
Se ti dico che sono caduto (Si te dicen que caí) è un film del 1989 diretto da Vicente Aranda.